# Manuel Torres Orive
Manuel Torres y Orive (1851-1925) fue un periodista y escritor español.

## Biografía
Nacido el 22 de marzo de 1851 en Valencia, colaboró en numerosos periódicos de su ciudad natal, entre ellos Valencia Ilustrada, La Ilustración del Obrero y La Correspondencia de Valencia, además de dirigir la revista Para Todo el Mundo (1888) y los diarios El Correo y El Comercio. También escribió en El Eco de la Mancha de Ciudad Real y en los periódicos madrileños La Ilustración Española, La Guirnalda y El Día de Moda, además de en Las Provincias de Valencia. Falleció hacia finales de abril de 1925.